# Lysander Spooner
Pour les articles homonymes, voir Spooner.
Lysander Spooner (19 janvier 1808 - 14 mai 1887) est un anarchiste individualiste américain. Il soutient, en se fondant sur un principe de justice naturelle, que les individus ont des droits que seuls des contrats librement consentis peuvent limiter ; l'État n'étant pas fondé sur de tels contrats, il n'est pas légitime.

## Biographie
Lysander Spooner est né dans une ferme dans la ville d'Athol, dans le Massachusetts le 19 janvier 1808, et mourut « à une heure de l'après-midi le samedi 14 mai 1887, dans sa petite chambre du 109 Myrtle Street, entouré par les malles et les coffres remplis à craquer de livres, de manuscrits et de pamphlets sur lui qu'il avait recueillis durant sa guerre de pamphlétaire actif longue d'un demi-siècle » (citation originale : « at one o'clock in the afternoon of Saturday, May 14, 1887, in his little room at 109 Myrtle Street, surrounded by trunks and chests bursting with the books, manuscripts, and pamphlets which he had gathered about him in his active pamphleteer's warfare over half a century long. »)
Plus tard connu comme un des premiers anarchistes individualistes, Spooner défendait ce qu'il appelait la justice naturelle — ou la “Science de la Justice” — dans laquelle les actes de coercition réelle à l'encontre d'individus et de leur propriété sont considérés comme “illégaux” alors que les prétendus actes criminels, lorsqu'ils ne portent pas atteintes aux droits naturels d'autrui et qu'ils ne violent qu'une législation faite par un seul homme, ne sont quant à eux pas illégaux. Il condamne ainsi tout positivisme juridique, au profit du jusnaturalisme.
Spooner fut déiste toute sa vie.

## Liberté des mœurs
Spooner défend, dans Vices are not Crimes: A Vindication of Moral Liberty (en français Les Vices ne sont pas des crimes) une liberté totale des mœurs, chaque individu étant libre d'effectuer les choix les plus adaptés afin de vivre comme il l'entend, et d'accéder au bonheur de la manière qu'il souhaite. La distinction que Spooner introduit entre les vices et les crimes est la suivante :
« 
Les vices sont ces actes par lesquels un homme blesse sa personne ou sa propriété. Les crimes sont ces actes par lesquels un homme blesse la personne ou la propriété d'autrui.
 »
 en anglais
« Vices are those acts by which a man harms himself or his property. Crimes are those acts by which one man harms the person or property of another. »

## Reconstruction
Spooner condamna durement la guerre de Sécession et la période dite de Reconstruction qui s'ensuivit. Bien qu'il approuva le fait que l'esclavage soit aboli, il critiqua le Nord pour ne pas en avoir fait la raison même de cette guerre. Au lieu de se battre pour abolir l'esclavage, le Nord se battit pour « préserver l'Union » et, selon Spooner, pour appuyer les intérêts commerciaux derrière cette union, notamment ceux de la famille Rothschild. Spooner estimait qu'une guerre de ce type était hypocrite et malhonnête, tout particulièrement de la part de Républicains radicaux tels que Charles Sumner qui furent acclamés comme des héros abolitionnistes  pour avoir mis fin à l'esclavage. Spooner avança également que la guerre attaqua largement la liberté et il prouva que les droits exprimés dans la Déclaration d'Indépendance n'étaient désormais plus en vigueur — le peuple ne pouvant plus « dissoudre les liens politiques » les liant à un gouvernement qui « devient destructeur » vis-à-vis du consentement du gouverné, c'est-à-dire le peuple, car si celui-ci s'y risquait, il rencontrerait la baïonnette du gouvernement. La possibilité pour le peuple américain de se débarrasser d'un gouvernement trop envahissant serait, selon Sponner, devenu impossible, le gouvernement fédéral empêchant tout acte de sécession.
Les actions du gouvernement de l'Union durant la guerre amenèrent Spooner à radicaliser ses prises de position dans une perspective anarchiste, et c'est également à cette période-là qu'il se rapprocha des anarchistes américains tels que Warren, Tucker, Schwartz, ou encore Andrews. Il publia ainsi son tract politique le plus connu, No Treason. Dans ce long essai, Spooner avance l'idée que la Constitution serait un contrat de gouvernance (comparable à la théorie du contrat social) qui fut irréparablement bafoué durant la guerre, devenant ainsi nul. Qui plus est, puisque le gouvernement, existant désormais d'après la Constitution, poursuit des politiques coercitives contraires aux lois naturelles et à l'assentiment des gouvernés, la Constitution devient donc incapable d'empêcher de façon adéquate nombre d'abus à l'encontre de la liberté ou d'empêcher une tyrannie de s'implanter. Spooner appuie son argument en notant que le gouvernement Fédéral, puisqu'établi par un contrat légal, ne pourrait pas lier juridiquement toutes les personnes vivant sur le sol des États-Unis puisque personne ne le signa de son nom ou n'y donna son assentiment — cet assentiment ayant toujours été supposé, il ne remplit pas les caractéristiques les plus élémentaires de la charge de la preuve permettant à un contrat d'être valide dans un tribunal.
Spooner fit largement circuler les pamphlets No Treason, qui contiennent également une plaidoirie contre le crime de trahison retenu contre d'anciens soldats confédérés (d'où le nom des pamphlets, puisque « aucune trahison » ne fut commise durant la guerre par le Sud). Certains extraits furent publiés dans DeBow's Review ainsi que dans d'autres périodiques du Sud bien connus à cette époque.

## Influence
L'influence de Spooner s'étend à tous les sujets qu'il a traités durant sa vie. Il est aujourd'hui surtout connu pour ses activités d'abolitionniste et pour avoir voulu défier le monopole de l'U.S. Post Office, ce qui eut une influence durable sur la réduction des taux postaux. Des courants opposés de l'anarchisme s'en revendiquent.
Les écrits de Spooner contribuèrent au développement de la théorie politique libertarienne aux États-Unis et furent souvent réimprimés dans les premiers journaux libertariens comme le Rampart Journal. Ces écrits furent également très influents sur l'économiste de l'École autrichienne d'économie Murray Rothbard et sur le professeur libertarien de droit et théoricien juridique Randy Barnett.
En janvier 2004, le site Laissez Faire Books lança le « Lysander Spooner Award for advancing the literature of liberty ». Le prix est décerné chaque mois aux contributions les plus importantes à la littérature libertarienne, et un prix annuel est décerné à l'auteur du meilleur livre libertarien de l'année. Le « Spooner » de l'année gagne un prix d'un montant de 1 500 dollars.
À l'inverse, les défenseurs de l'anarchisme anticapitaliste se réclament de Spooner et de l'opposition de ce dernier au travail salarié.

« Chaque homme, femme et enfant […] pourra […] faire des affaires pour lui-même ou pour elle-même — soit tout seul, soit en partenariat avec autrui — et ne sera pas amené à agir en serviteur, ou à vendre son travail à autrui. »

Enfin, la critique faite par Spooner des capitalistes et de leur utilisation de contrats de défense privée se révèle dans ses derniers écrits. Dans son ouvrage No Treason (paru partiellement en français sous le titre Outrage à chef d'État), il écrit : 

« N'importe quel groupe de scélérats, pourvu qu’ils aient assez d'argent pour l'entreprendre, peuvent décider qu'ils sont un gouvernement ; car, pourvu qu'ils aient de l'argent, ils peuvent engager des soldats, et utiliser ces soldats pour extorquer davantage d'argent, et ainsi contraindre tout le monde à obéir à leurs volontés. »

L'ouvrage L'Inconstitutionnalité de l'esclavage de Spooner (titre original The Unconstitutionality of Slavery) fut cité lors de l'affaire District of Columbia v. Heller (en) qui statua en faveur du plaignant (Dick Anthony Heller) et déclara inconstitutionnelle l'interdiction des armes à feu. Le juge Antonin Scalia cita Spooner, pour lequel les armes à feu permettaient aux esclaves de devenir des hommes libres. En effet, celui-ci démontra que la possession d'armes à feu étant accordée par la Constitution à chaque homme (deuxième amendement), et que rien dans la Constitution n'empêchait un individu de vendre à un esclave une arme, les esclaves étaient donc considérés comme des hommes aux yeux de la Constitution, Spooner concluant ainsi de l'inconstitutionnalité de l'esclavage.

## Œuvres
- The Deist's Immortality, and An Essay On Man's Acountability For His Belief (1834).
- To the Members of the Legislature of Massachusetts (1835).
- The Deist's Reply to the Alleged Supernatural Evidences of Christianity (1836).
- Constitutional Law, Relative to Credit, Currency, and Banking (1843).
- The Unconstitutionality of the Laws of Congress, Prohibiting Private Mails (1844).
- The Unconstitutionality of Slavery (1845, 1860).
- Poverty: Its Illegal Causes, and Legal Cure. Part I (1846).
- Who caused the Reduction of Postage? Ought He To Be Paid? (1850).
- Illegality of the Trial of John W. Webster (1850).
- An Essay on the Trial by Jury (1852).
- A Defence for Fugitive Slaves, Against the Acts of Congress of February 12, 1793, & September 18, 1850 (1850).
- The Law of Intellectual Property (1855).
- A Plan for The Abolition of Slavery (and) To The Non-Slaveholders of the South (1858).
- Address of the Free Constitutionalists to the People of the United States (1860).
- A New System of Paper Currency (1861).
- Our Mechanical Industry, As Affected By Our Present Currency System: An Argument for the Author's New System of Paper Currency (1862).
- Articles of Association of the Spooner Copyright Company for Massachusetts (1863).
- Letter To Charles Sumner (1864).
- No Treason. No. I (1867)
- No Treason. No. II, The Constitution (1867).
- No Treason. No. VI, The Constitution of No Authority[lire en ligne] (1870).
- Considerations for Bankers, and Holders of United States Bonds (1864).
- Vices Are Not Crimes: A vindication of Moral Liberty (1875).
- Our Financiers: Their Ignorance, Usurpations, and Frauds (1877).
- The Law of Prices: A Demonstration of The Necessity for an Indefinite Increase of Money (1877).
- Gold and Silver as Standards of Value: The Flagrant Cheat in Regard to Them (1878).
- Universal Wealth Shown to be Easily Attainable. Part First (1879).
- Revolution: The Only Remedy for the Oppresed Classes of Ireland, England, and Other Parts of the British Empire. No. 1 (1880).
- Natural Law; or The Science of Justice: A Treatise on Natural Law, Natural Justice, Natural Rights, Natural Liberty, and Natural Society; Showing That All Legislation Whatsoever Is An Absurdity, A Usurpation, and A Crime. Part First (1882).
- A Letter to Thomas F. Bayard: Challenging His Right - And that of All the Other So-Called Senators and Representative in Congress - To Exercise Any Legislative Power Whatever Over the People of the United States (1882).
- A Letter to Scientists and Inventors, on the Science of Justice, and Their Right of Perpetual Property in Their Disclosures and Inventions (1884).
- A Letter to Grover Cleveland, on His False Inaugural Addrewss, The Usurpations and Crimes of Lawmakers and Judges, and the Consequent Poverty, Ignorance, and Servitude of the People (1886).

### Œuvres traduites en langue française
- Outrage à chefs d'État, Les Belles Lettres, Iconoclastes 3, 1991 (rassemble les traductions de No Treason. No. VI, The Constitution of No Authority, 1870 et Natural Law, 1882 : Le droit naturel ou la science de la justice)
- Les Vices ne sont pas des crimes, Les Belles Lettres, Iconoclastes 17, 1993 (publication française de Vices Are Not Crimes: A vindication of Moral Liberty, 1875).
- Nos financiers : Leur ignorance, leurs usurpations et leurs fraudes, traduction de Thierry Gillybœuf de Our Financiers: Their Ignorance, Usurpations, and Frauds (1877), éditions du Sandre, 150 pages, 24 janvier 2014,  (ISBN 978-2-35821-075-1)

## Citations
- « Tous les grands gouvernements du monde - ceux d'aujourd'hui et ceux d'hier - n'ont été que des bandes de voleurs, associés afin de piller, de conquérir et de réduire leurs frères humains en esclavage. Et leurs lois, comme ils les appellent, ne représentent que les ententes qu'ils ont jugé nécessaire de conclure afin de maintenir leur organisation et d'agir de concert pour dépouiller les autres et les réduire en esclavage, et pour assurer à chacun sa part convenue du butin. Toutes ces lois n'imposent pas plus d'obligations que n'en créent les ententes que les brigands, les bandits et les pirates jugent utile de conclure entre eux. »
- « Un homme n'en est pas moins un esclave parce qu'on lui permet de choisir un nouveau maître une fois tous les tant d'années. » (en anglais : « A man is none the less a slave because he is allowed to choose a new master once in a term of years[14]. »

### Notices
- Ressource relative à la recherche :   - PhilPapers (travaux)
- Notices d'autorité :   - VIAF
  - ISNI
  - BnF (données)
  - IdRef
  - LCCN
  - GND
  - Italie
  - CiNii
  - Belgique
  - Pays-Bas
  - Pologne
  - Israël
  - NUKAT
  - Australie
  - Croatie
  - Tchéquie
  - Portugal
  - Brésil
  - WorldCat
- L'Éphéméride anarchiste : notice biographique.